# Poul Andersen (fodboldspiller, født 1928)
 For alternative betydninger, se Poul Andersen. (Se også artikler, som begynder med Poul Andersen)
Poul "Store Poul" Kappel Andersen (født 16. februar 1928 i Hørdum i Thy, død 8. december 2010) var en dansk fodboldspiller.
Poul Andersen kom til verden i Hørdum, og i 1933 flyttede familjen til Bedsted, hvor hans far blev dyrlæge. I 6-7 års alderen begyndte han at spille fodbold i Bedsted IF. Da han begyndte på Vestjysk Gymnasium i Tarm, skiftede han også klub, og i sæsonerne 1945 og 1946 spillede han på Tarm IFs førstehold.
I 1946 flyttede familien til Fredensborg, og Poul Andersen stoppede derfor på gymnasiet i Tarm og startede forfra på et toårigt studenterkursus i København. I begyndelsen boede han hos forældrene og spillede for Fredensborg BI, men 
i slutningen af 1946 flyttede han til Østerbro i København og kom til B.93, hvor han begyndte med at spille i januar 1947. Efter et par kampe på andet- og tredjeholdet debuterede han i maj måned på klubbens førstehold.
Allerede i 1948 blev Poul Andersen udtaget til forskellige udvalgte hold, og han spillede sin første landskamp på ungdomslandsholdet i en kamp mod Sverige i Idrætsparken. Han var en stor og stærk venstrebenet centerhalf (stopper), en plads han med få undtagelser altid senere spillede. De olympiske Lege i London i 1948 missede ham med mindste marginal. Han blev udtaget til bruttotruppen på 25 mand, men var derefter blandt de tre, der måtte blive hjemme som reserver.
I perioden 1947-1954 spillede Poul Andersen for B.93. Det blev også til kampe for B-landsholdet, militærlandsholdet og pressens hold. Debuten på A-landsholdet kom i 1952 under De olympiske Lege i Finland. Den første kamp blev spillet den 15. juli i Tampere mod Grækenland, en kamp som Danmark vandet 2-1. Danmark vandt den næste kamp 2-0 over Polen, men tabte derefter 5-3 til Jugoslavien i Helsinki; Andersen spillede alle kampene.
Da Poul Andersen i 1954 havde taget sin eksamen som civiløkonom ved Handelshøjskolen i København, forlod han Danmark og B.93 et par år. I sæsonerne 1954/1955 og 1955/1956 spillede han for den schweiziske klub FC Grenchen. Han havde en stilling i et urfirma og kunne dermed bevare sin amatørstatus og komme til at spille for B.93 igen, da han kom hjem til sæsonen 1956/1957.
I Poul Andersens sidste kamp inden afrejsen til Schweiz rykkede B.93, efter 0-0 mod mestrene fra Køge, ned i 2. division. Da Poul Andersen vendte tilbage til klubben, var han i Næstved med til at spille klubben tilbage til den bedste række 1957/1958. Efter hjemkomsten kom han igen på landsholdet og det blev til fem landskampe i 1957, der blev hans sidste landskampsæson. I alt fik han 16 A-landskampe, heraf de ni som anfører, og han blev i øvrigt i 1954 den første landsholdsanfører, der ikke spillede i den bedste række (1. division).
Poul Andersen sluttede med førsteholdsfodbold med udgangen af 1959, og da var han nået op på 202 kampe og 4 mål for B.93.
Poul Andersen har efter den aktive karriere i en kortere periode været træner for Fredensborg BI og Helsingør IF. Så sent som i 1995 spillede han for Stjerneholdet i Klitmøller. Han spillede desuden oldboys-fodbold helt frem til 1987.
Civilt arbejdede han som ejendomsmægler og var ejer af Asminderød Ejendomskontor 1972-1999.